# Бьёркан, Фредрик Андре
Фредрик Андре Бьёркан (норв. Fredrik André Bjørkan; род. 21 августа 1998, Будё, Нурланн) — норвежский футболист, защитник клуба «Будё-Глимт» и сборной Норвегии.
Отец Андре — известный норвежский футболист и тренер Асмунд Бьёркан.

## Клубная карьера
Бьёркан — воспитанник клуба «Будё-Глимт». 17 апреля 2016 года в матче против «Мольде» он дебютировал в Типпелиге. По итогам сезона клуб вылетел из элиты, но Бьёркан остался в команде. 28 мая 2017 года в матче против «Мьёндалена» он дебютировал в Первом дивизионе Норвегии. 22 октября в поединке против «Йерва» Андре забил свой первый гол за «Будё-Глимт». По итогам сезона он помог клубу вернутся в элиту. В 2020 и 2021 годах Андре помог команде выиграть чемпионат.
В начале 2022 года Бьёркан перешёл в берлинскую «Герту». 23 января в матче против «Баварии» он дебютировал в Бундеслиге.
В январе 2023 года вернулся в «Будё-Глимт».

## Международная карьера
6 июня 2021 года в товарищеском матче против сборной Греции Бьёркан дебютировал за сборную Норвегии.

## Статистика

### Матчи Бьёркана за сборную Норвегии
| Матчи Бьёркана за сборную Норвегии | Матчи Бьёркана за сборную Норвегии | Матчи Бьёркана за сборную Норвегии | Матчи Бьёркана за сборную Норвегии | Матчи Бьёркана за сборную Норвегии | Матчи Бьёркана за сборную Норвегии |
| ---------------------------------- | ---------------------------------- | ---------------------------------- | ---------------------------------- | ---------------------------------- | ---------------------------------- |
| №                                  | Дата                               | Соперник                           | Счёт                               | Голы Бьёркана                      | Соревнование                       |
| 1                                  | 6 июня 2021                        | Греция                             | 1:2                                | —                                  | Товарищеский матч                  |
| 2                                  | 7 сентября 2021                    | Гибралтар                          | 5:1                                | —                                  | Чемпионат мира 2022 (отбор)        |
| 3                                  | 25 марта 2022                      | Словакия                           | 2:0                                | —                                  | Товарищеский матч                  |
| 4                                  | 29 марта 2022                      | Армения                            | 9:0                                | —                                  | Товарищеский матч                  |
| 5                                  | 9 июня 2022                        | Словения                           | 0:0                                | —                                  | Лига наций УЕФА 2022/2023          |
| 6                                  | 12 июня 2022                       | Швеция                             | 3:2                                | —                                  | Лига наций УЕФА 2022/2023          |
| 7                                  | 27 сентября 2022                   | Сербия                             | 0:2                                | —                                  | Лига наций УЕФА 2022/2023          |
| 8                                  | 17 ноября 2022                     | Ирландия                           | 2:1                                | —                                  | Товарищеский матч                  |
| 9                                  | 25 марта 2023                      | Испания                            | 0:3                                | —                                  | Чемпионат Европы 2024 (отбор)      |
| 10                                 | 7 сентября 2023                    | Иордания                           | 6:0                                | 1                                  | Товарищеский матч                  |
| 11                                 | 12 сентября 2023                   | Грузия                             | 2:1                                | —                                  | Чемпионат Европы 2024 (отбор)      |
| 12                                 | 19 ноября 2023                     | Шотландия                          | 3:3                                | —                                  | Чемпионат Европы 2024 (отбор)      |
| 13                                 | 22 марта 2024                      | Чехия                              | 1:2                                | —                                  | Товарищеский матч                  |
| 14                                 | 26 марта 2024                      | Словакия                           | 1:1                                | —                                  | Товарищеский матч                  |

Итого: 14 матчей / 1 гол; 7 побед, 3 ничьи, 4 поражения.

## Достижения
«Будё-Глимт»
- Чемпион Норвегии (3) — 2020, 2021, 2023